# Velká koalice
Velká koalice je pojem většinou chápaný jako spojenectví dvou nejsilnějších politických stran, které jsou zpravidla opačných politických ideologií (např. pravice a levice). Pojem velká koalice (tzv. grand coalition) je někdy používán i v širším slova smyslu jako termín označující vlády složené z více než dvou stran, nicméně se pak význam termínu velká koalice úplně ztrácí. To, čemu se někdy říká grand coalition, se v češtině označuje jako „široká koalice“, či „nadměrná koalice“. Podmínkou velké koalice je tedy spojení dvou velkých politických stran, které jsou ideologicky protikladné a mimo jejich spojení zůstává minimálně jeden další protivník. Toto spojenectví na exekutivní úrovni je uspořádaní v parlamentním systému s více politickými stranami a disponuje nadpoloviční většinou hlasů v legislativním orgánu, kterému je vláda, v níž jsou obě strany zastoupeny, odpovědná. Termín velká koalice je nejběžněji používán v zemích, kde existují dvě dominantní strany s různými ideologickými orientacemi, z nichž žádná ovšem nedisponuje v parlamentu absolutní většinou křesel a několik dalších menších stran, které uspěly ve volbách a mají zastoupení v parlamentu. Obvykle se obě velké strany snaží vytvořit vlastní většinovou vládu s pomocí menších ideově spřízněných stran. Teprve pokud se tato varianta nepodaří, začínají jednat společně o velké koalici. Vzhledem k tomu, že se obě velké strany zpravidla liší v hlavních ideologických otázkách a jsou všeobecně vnímány jako hlavní soupeři, nepatří velká koalice k nejčastějším modelům vládnutí.

## Příčiny velké koalice
Vyskytují se situace, ve kterých za normálních okolností může být žádoucí sestavit vládu dvou největších stran z opačných ideologických táborů. Tyto situace mohou nastat například při patovém výsledku voleb (žádná z hlavních politických stran nemůže sestavit vládu sama nebo s podporou malých stran), v případě, že možnost vytvořit koalici je ztížena velkým volebním ziskem extrémistických stran, nebo v případě potřebnosti větší autority vlády. Další možnosti vzniku velké koalice může být hluboká hospodářská krize, válka nebo nutnost prosadit důležitou ústavní změnu. Jedná se tedy většinou o okolnosti, ve kterých lidé pociťují potřebu národní jednoty a stability, která v tu dobu překonává běžné ideologické rozdíly. To platí zejména tam, kde je široká shoda o nejlepší politice s vypořádáním se s krizí. V tomto případě může velká koalice nastat i v situaci, kdy má jedna strana dostatečný počet míst v parlamentu k tomu, aby vládla sama.
Další možnou příčinou vzniku velké koalice může být, když hlavní strany zjistí, že mají více společného a jsou si navzájem ideologicky blíže než s ostatními menšími stranami, nebo že roztříštěnost menších stran je už tak velká, že žádná jiná koalice by už nebyla stabilní. Příkladem může být Rakousko, kde dominantní politické levicové a pravicové strany často vytvářejí velké koalice, aby udržely krajní levici nebo krajní pravici mimo vládu jak tomu bylo kupříkladu v letech 1945–1966 a 1987–2000 mezi Sociální demokratickou stranou Rakouska (SPÖ) a Rakouskou lidovou stranou (ÖVP).

## Příklady velkých koalic

### Německo
Vláda Kurta Georga Kiesingera působící od prosince 1966 do října 1969 byla koalicí mezi dvěma největšími stranami Spolkové republiky Německa, Sociálně demokratickou stranou Německa (SPD) a Křesťansko-demokratická unie a bavorskou Křesťansko-sociální unií (CDU/CSU). Formálně se tedy jednalo o koalici tří stran, protože CSU je samostatná politická strana. Standardně je ale považována společně s CDU za jednu stranu, neboť CDU působí ve všech spolkových zemích kromě Bavorska, zatímco CSU působí pouze v Bavorsku. K této velké koalici došlo po krizi koalice CDU/CSU a Svobodné demokratické strany (FDP) z důvodu neshod ohledně státního rozpočtu.
Další velkou koalicí byla vláda v letech 2005–2009 vedená kancléřkou Angelou Merkelovou, jež byla první ženou v Německu zvolená do této funkce. Velkou koalici tvořily Křesťansko-demokratická unie a bavorská Křesťansko-sociální unie (CDU/CSU) se Sociálnědemokratickou stranou Německa (SPD). Od roku 2013 do roku 2021 tvořily strany CDU/CSU a SPD v Německu opět velkou koalici v čele s Angelou Merkelovou.

### Rakousko
Klíčem ke startu konsociační demokracie v Rakousku bylo právě vytvoření velké koalice, tedy koalice mezi konzervativními katolíky (ÖVP) a sociálními demokraty (SPÖ). Tato koalice byla vytvořená po druhé světové válce v roce 1945 a po každých volbách byla veřejně deklarována a potvrzována. Vydržela po šest volebních období až do roku 1966.
Druhá velká koalice mezi dvěma největšími stranami v Rakousku – Sociální demokratickou stranou (SPÖ) a Rakouskou lidovou stranou (ÖVP) – vládla v letech 1987–2000, přičemž oproti minulému období měla v této koalici převládající roli Sociálně demokratická strana Rakouska (SPÖ).

## Výhody a nevýhody
Velká koalice má své výhody i nevýhody. Začneme-li výhodami, nabízí se především v podobě možnosti vzájemných domluv obou stran prosadit rozumné reformy s velkou šancí na dlouhodobé fungování (protože by byly vyjednány přes politický střed jako kompromisy). Velká koalice nabízí i jistou politickou stabilitu, neboť má pohodlnou většinu a ostatní strany ji nemohou sesadit – to pro koalici znamená vládu bez vážnějších hrozeb. Pokud se takové vládnutí opírá o rozumný vládní program, může být vláda velké koalice přínosem.
Co se týče nevýhod, existuje zde velká pravděpodobnost dělení politické moci. Ve vyspělé demokracii je takové nebezpečí zmírňováno například vyspělou občanskou společností, silnými médii, nezávislými soudy, nebo vlivem nadstranických institucí, jako je centrální banka či Nejvyšší kontrolní úřad. Ve státech demokraticky méně vyspělých to může znamenat jisté nebezpečí. K nevýhodám velkých koalic patří i dočasné potlačení zdravé opozice, které může paradoxně vést k posílení opozičních stran – to by samozřejmě nevadilo v případě, že by se opozice skládala ze stran pouze demokratických. Takového posílení jsme mohli být svědky například v Rakousku, kde dlouholetá velká koalice mezi sociálními demokraty a lidovci nakonec dopomohla k silnému politickému postavení Svobodným demokratům Jörga Haidera.